# Česká asociace fotbalových hráčů
Česká asociace fotbalových hráčů (ČAFH) je spolek, který sdružuje fotbalisty působící v České republice na profesionální i amatérské úrovni a zabývá se ochranou jejich zájmů. Je členem mezinárodní asociace fotbalových hráčů FIFPro.

## Historie
Impulsem k založení hráčské asociace byly předpisy mezinárodní fotbalové federace FIFA, které předpokládají existenci hráčských asociací v jednotlivých zemích. S návrhem přišla právnička Markéta Haindlová za předsedou tehdejšího Českomoravského fotbalového svazu Ivanem Haškem a myšlenky se ujali hráči se zkušeností se zahraničními hráčskými odbory, mezi nimi Karel Poborský, Vladimír Šmicer, Horst Siegl či Pavel Horváth.
ČAFH vznikla na jaře roku 2011 za podpory ministra školství Josefa Dobeše. Předsedou asociace se stal Karel Poborský, místopředsedkyní Markéta Haindlová, ambasadorem Pavel Nedvěd. Nedvěd se ovšem později rozhodl z ČAFH vystoupit. Na podzim 2011 byla ČAFH přijata do světové hráčské asociace FIFPro.
Prvním významným případem, jímž se ČAFH zabývala, byly nevyplacené odměny hráčů nejmenovaného prvoligového klubu. Následovaly další případy, mezi nimi v prosinci 2011 i iniciativa hráčské asociace v kauze týkající se přestupu Václava Pilaře do Wolfsburgu, v souvislosti s níž poukazovala na nutnost prošetřit možný střet zájmů ve vedení ČAFH Asociace fotbalových agentů. Zástupci hráčské asociace se hájili argumentem, že pouze chtěli jednat v nejlepším zájmu samotného hráče.
Dne 6. června 2012 se v Praze konala valná hromada světové hráčské asociace FIFPro, jejíž pořádání bylo svěřeno právě ČAFH.
K 30. červnu 2013 oznámil rezignaci z důvodu pracovního vytížení v představenstvu klubu SK Dynamo České Budějovice tehdejší předseda ČAFH Karel Poborský. Ve funkci jej nahradila dosavadní místopředsedkyně Markéta Haindlová.
V září 2013 spustila ČAFH fotbalovou linku důvěry, na niž mohou fotbalisté anonymně hlásit případy korupce. Linka zaznamenala bezprostřední pozitivní odezvu.
V únoru 2014 se stal čestným předsedou ČAFH dosavadní člen výkonného výboru Vladimír Šmicer.
V červnu 2016 oznámila Fotbalová asociace České republiky ukončení spolupráce s ČAFH, a to z důvodu údajného porušování společného memoranda uzavřeného mezi FAČR a ČAFH.
Na začátku roku 2017 vznikla Hráčská fotbalová unie (HFU), kde byl jedním ze zakladatelů Tomáš Pešír, který v předchozích letech pracoval pro ČAFH. V době založení HFU Pešír zastával funkci vedoucího ženského reprezentačního týmu, a proto se objevovaly obavy o potenciálním vlivu FAČR na tuto hráčskou unii.
Následně, v témže roce, FAČR deklarovala nově vzniknuvší Hráčskou fotbalovou unii (HFU) jako jediného oficiálního partnera zastupujícího fotbalisty na území České republiky. V návaznosti na toto prohlášení zaslal tehdejší generální sekretář FIFPro na FAČR dopis, ve kterém uvedl, že ČAFH má plnou podporu světové hráčské asociace, která tak Českou asociaci fotbalových hráčů považuje za jedinou organizaci hájící zájmy fotbalistů v České republice.
Ve dnech 5. až 6. dubna 2022 se v Praze pod záštitou ČAFH koná workshop světové hráčské asociace FIFPro pro střední a východní Evropu.

## Aktivity
ČAFH nabízí svým členům poradenství v oblasti sportovního práva. Hráči mají možnost se na asociaci obrátit mj. při přestupech, uzavírání smluv, ale i v případě problémů s klubem nebo hráčským agentem a porušování povinností z jejich strany. ČAFH svým členům poskytuje veškerý právní servis od pouhé rady, přes kontrolu smluv až k zastupování v rámci arbitrážních řízení a jiných sporů.
Vedle odborové činnosti se asociace podílí na dalších projektech podporujících fotbal ve spolupráci s Ministerstvem školství, mládeže a tělovýchovy, Národní sportovní agenturou a ostatními subjekty ve fotbalovém prostředí.
ČAFH se dále zaměřujeme rovněž na oblast duševního zdraví sportovců, a to konkrétně v rámci projektu Čistá hlava, který byl spuštěn v roce 2019. Do kampaně se zapojila řada osobností ze sportovního prostředí, byla zřízena linka pomoci a v rámci spolupráce s odborníky z oblasti psychologie se ČAFH snaží sportovcům pomoci.
Z mediálně vděčných kauz se ČAFH podílela na řešení situace okolo přestupu Václava Pilaře do Wolfsburgu v prosinci 2011, odchodu Martina Fenina z SK Slavia Praha v únoru 2014 nebo předčasném ukončení smlouvy Luboše Kaloudy v Dukle Praha či Martina Haška mladšího v AC Sparta Praha.
ČAFH dále organizuje pravidelné akce pro hráče bez smlouvy. První z nich byl turnaj uskutečněný v srpnu 2013, od té doby pravidelně probíhají podobné akce obvykle ve formě soustředění, na nichž mají hráči bez angažmá příležitost zaujmout manažery, agenty a navázat kontakty. 
Stále aktivnější je ČAFH v oblasti přestupů hráčů mezi jednotlivými fotbalovými kluby. Podnětem k činnosti se stala především platnost tzv. tabulkových hodnot, podle nichž hráči, ačkoliv již nemají platný kontrakt, nemohou podepsat smlouvu s novým klubem, pokud ten nezaplatí odstupné. ČAFH podala v září 2014 žádost o řešení situace na FAČR, ta však s odkazem na absenci rozporu s legislativou odmítla situaci řešit. ČAFH se proto obrátila na Evropskou komisi.
Neméně důležitou je také iniciativa asociace v souvislosti s hráčskými smlouvami s kluby. Zatímco v Čechách působí hráči jako živnostníci, v Evropě je pro fotbalové hráče standardem zaměstnanecký status. Na tuto problematiku poukazuje již delší dobu i UEFA a ČAFH se snaží změnu v oblasti fotbalových smluvních vztahů podporovat.
ČAFH dále vystupuje na podporu ženského fotbalu.
Z dílčích záležitostí pak ČAFH zorganizovala například volbu nejlepšího hráče ligy či se zaměřuje na tzv. kariéru po kariéře, kdy hráčům nabízí pomoc se studiem nebo s rekvalifikačními kurzy. 

## Orgány
V rámci výkonného výboru došlo od původního složení k některým změnám. V současné době výkonný výbor asociace tvoří předsedkyně advokátka Markéta Vochoska Haindlová, čestný předseda Vladimír Šmicer, bývalý profesionální fotbalista David Střihavka, bývalý profesionální fotbalový brankář Jakub Diviš a advokát Václav Červený, kterého od 28. 5. 2022 ve funkci člena výkonného výboru ČAFH nahradí fotbalista Antonín Fantiš.
Na činnosti asociace se navíc významnou měrou podílí sportovní ředitel a bývalý profesionální fotbalista Pavel Hašek. Generálním sekretářem ČAFH je Jakub Porsch.